# Muzeum občanské války v Jugoslávii, Turanj
Muzeum občanské války v Jugoslávii (chorvatsky Muzejska zbirka Domovinskog rata), respektive Muzeum chorvatské války za nezávislost v Turanji je muzejní sbírka s venkovní expozicí zbraní chorvatské války za nezávislost v době občanské války v někdejší Jugoslávii. 
Muzeum se nachází v areálu někdejších rakouských kasáren "Turanj", v obci Turanj na předměstí chorvatského města Karlovac, kde jsou v plenéru vystaveny exponáty bojové techniky. Pěchotní sbírka zatím nemá stálou expozici.

## Galerie

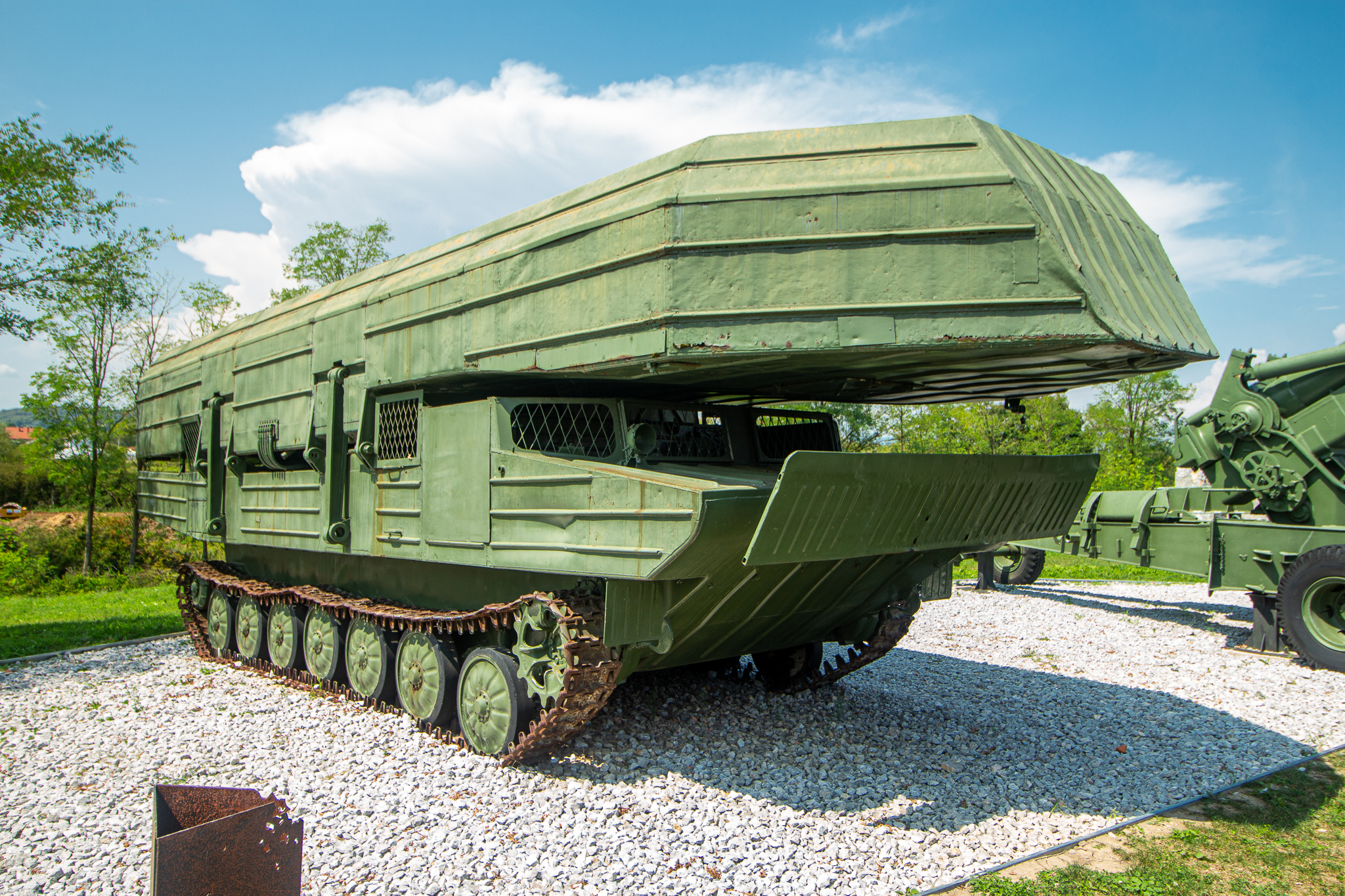
Exponáty
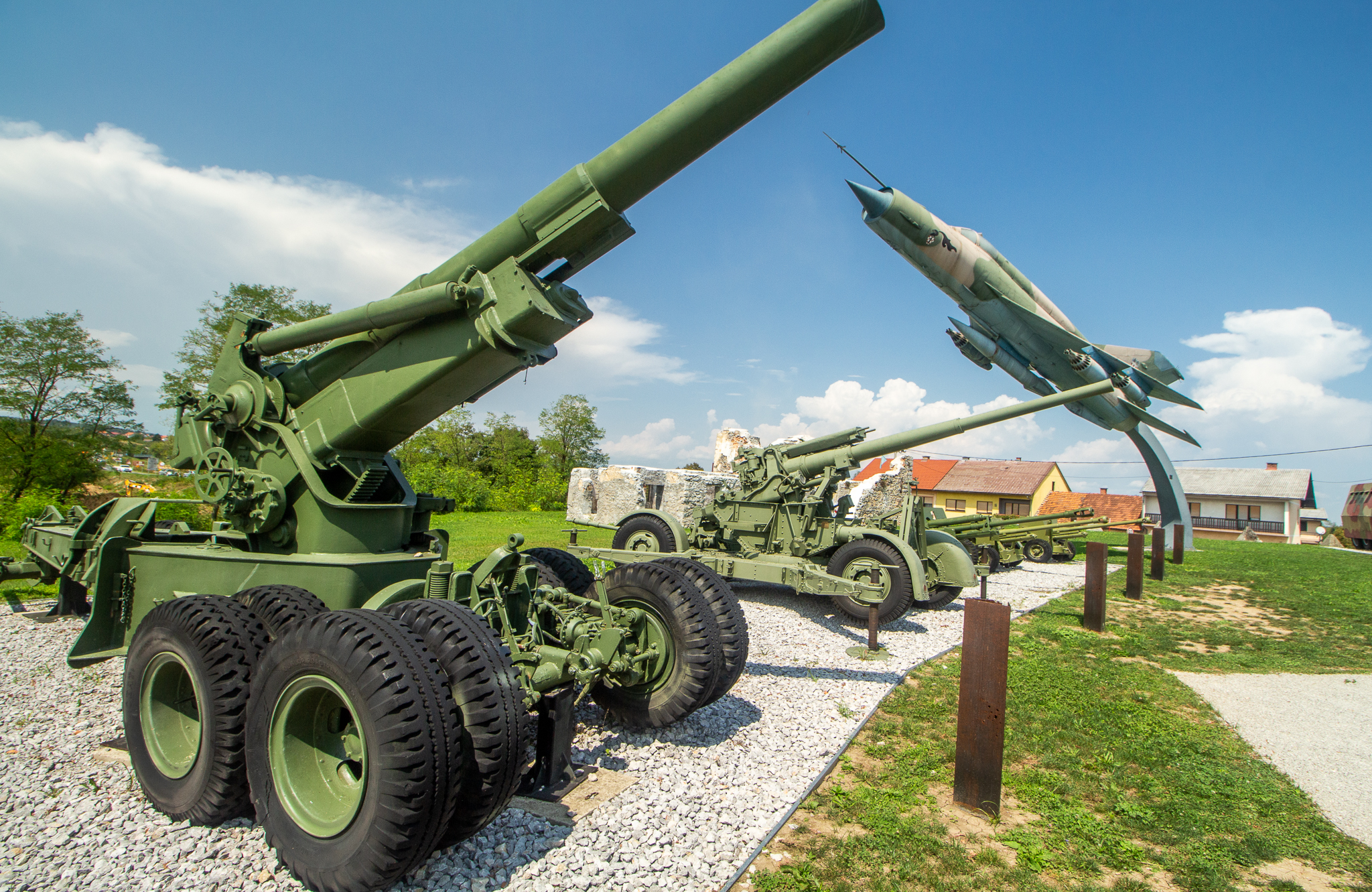
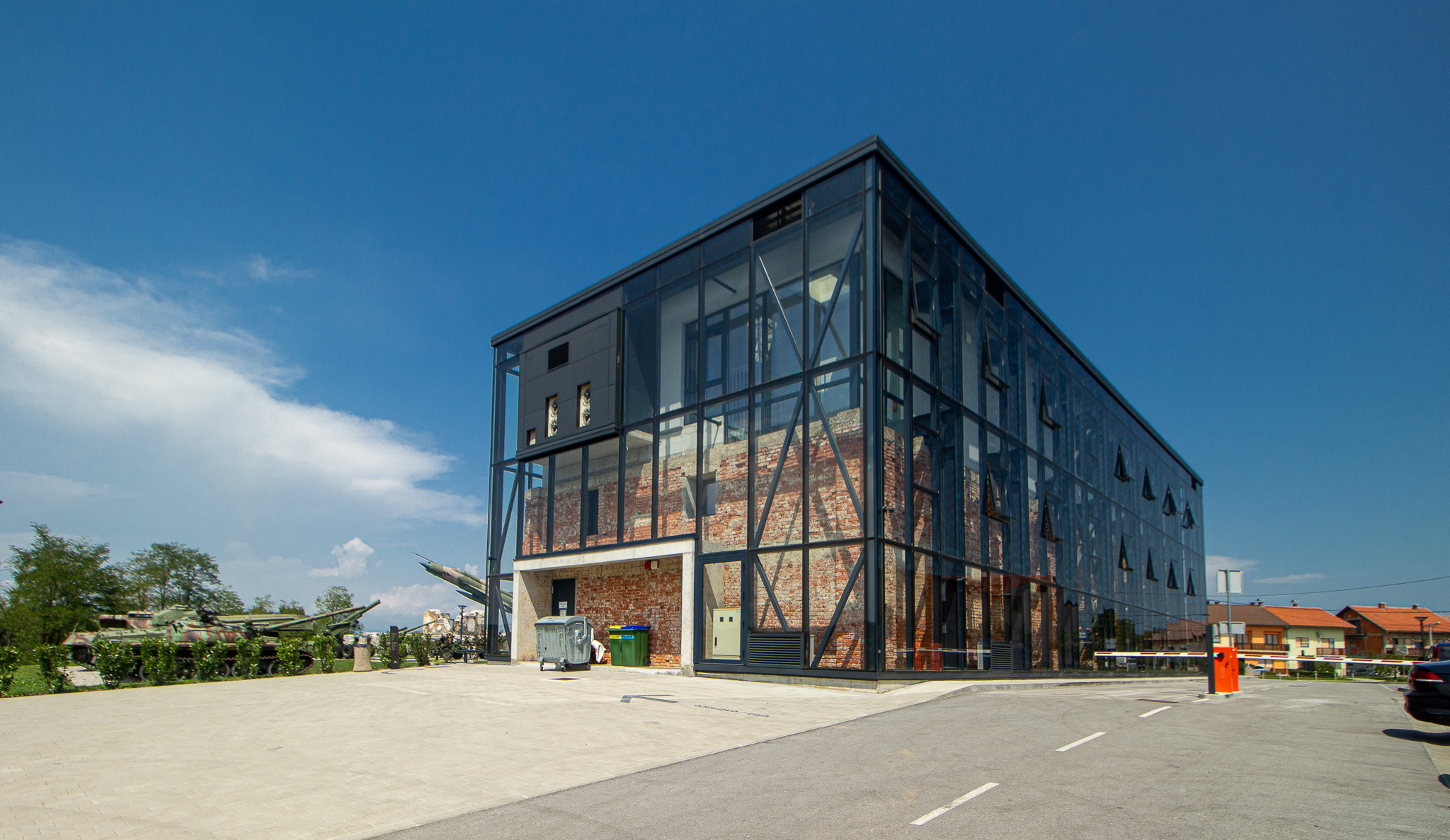
Budova muzea
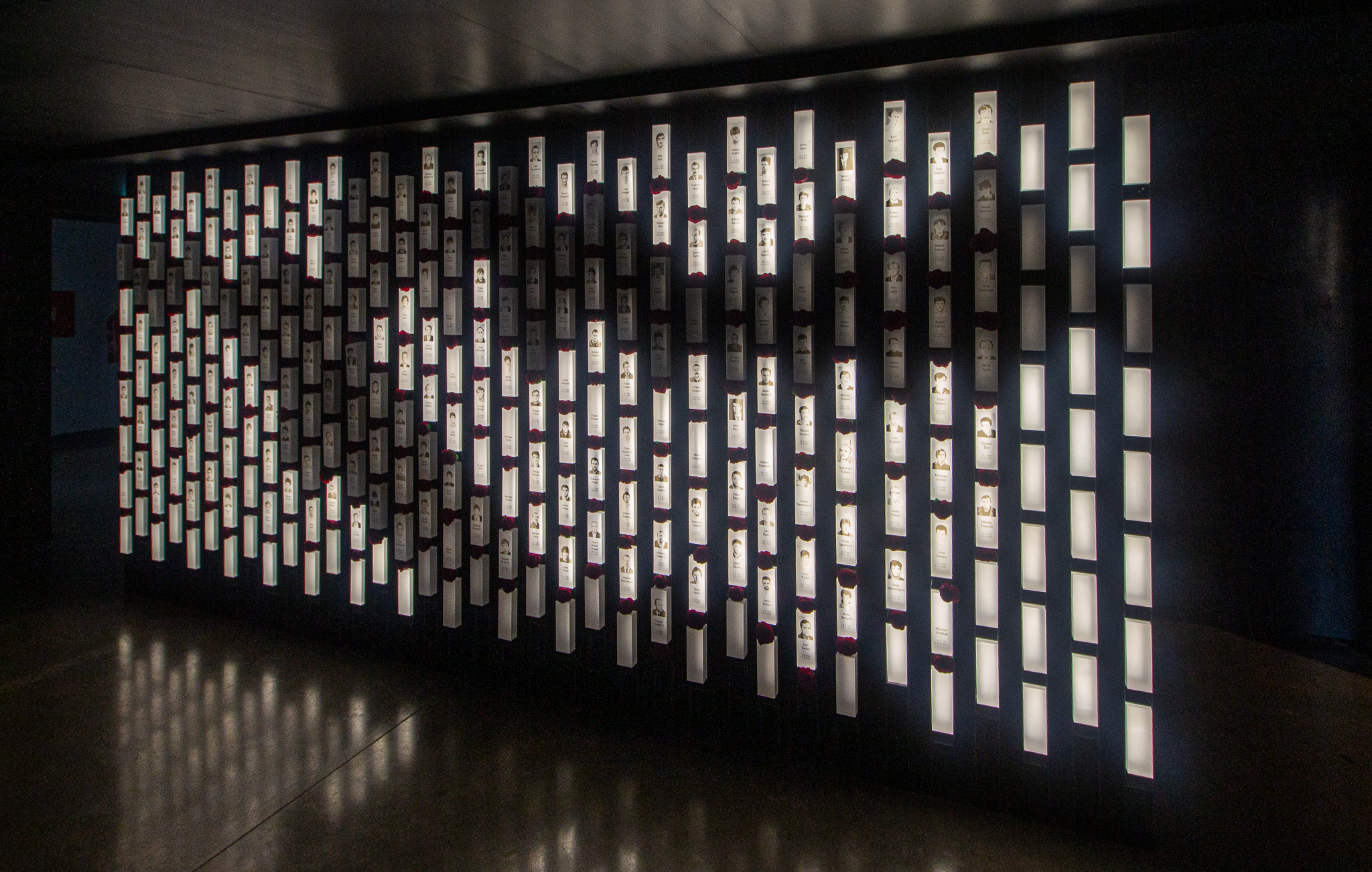
Cedulky se jmény padlých